# Sandy Powell (Kostümbildnerin)

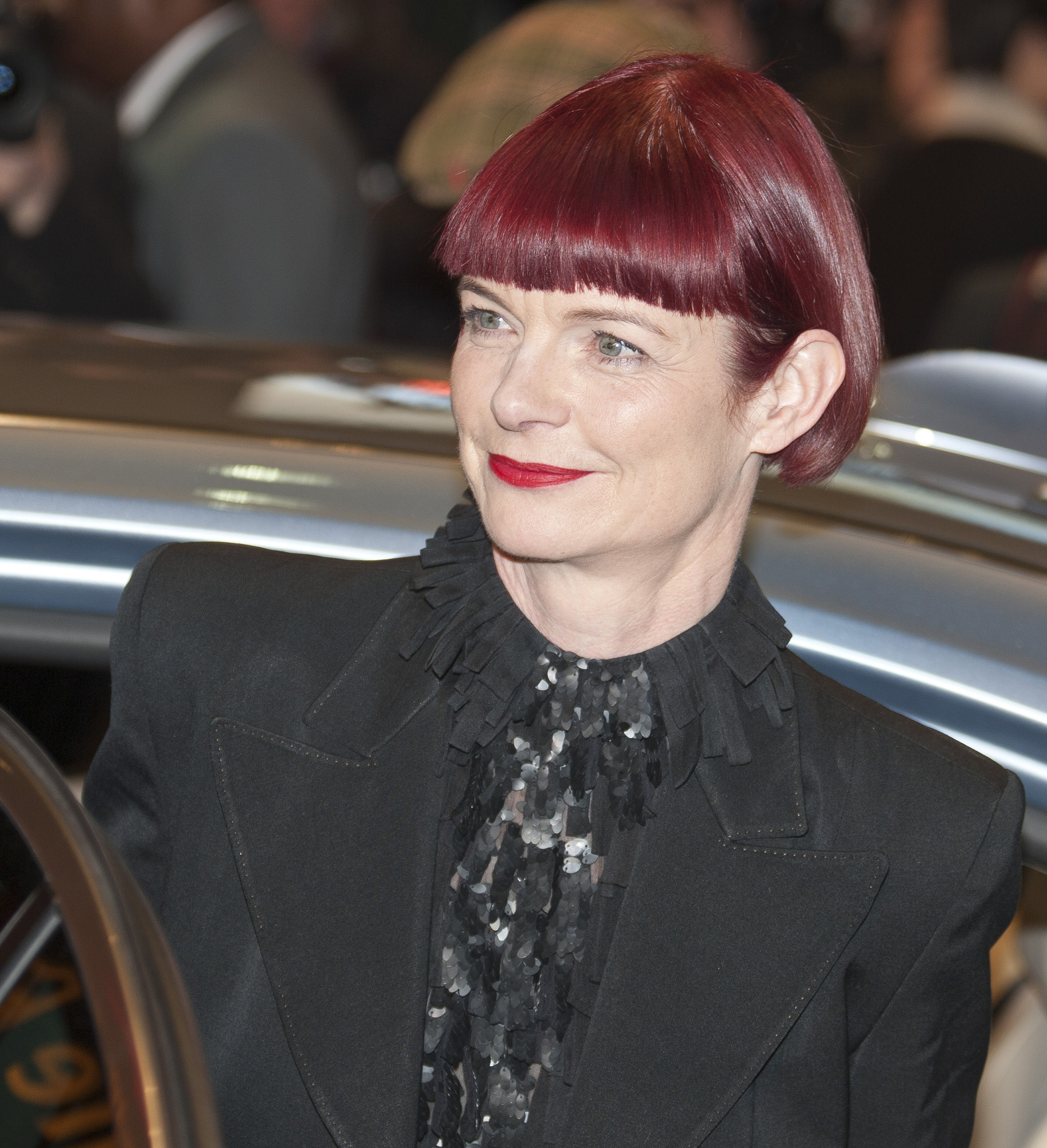
Sandy Powell auf der Berlinale 2011

Sandy Powell (* 7. April 1960 in London) ist eine britische Kostümbildnerin. 

## Leben
Sandy Powell verließ die Central St Martins School of Art in London vor ihrem Abschluss, um für den Choreografen und Tänzer Lindsay Kemp zu arbeiten. Durch Regisseur Derek Jarman kam sie zum Film. 1986 entstand mit Caravaggio eine erste gemeinsame Arbeit, der weitere Filme folgten. Für ihre Kostümentwürfe in Sally Potters Filmdrama Orlando erhielt sie 1994 ihre erste BAFTA- und Oscar-Nominierung.
Sie war von 1994 bis 2020 für 15 Oscars nominiert. Sie gewann den Oscar für die Besten Kostüme 1999 mit dem Film Shakespeare in Love, 2005 mit dem Film Aviator und 2010 für Victoria, die junge Königin. Außerdem erhielt sie neun BAFTA-Nominierungen in der Kategorie Beste Kostüme und gewann den britischen Filmpreis 1999 für Velvet Goldmine und 2010 für Victoria, die junge Königin.
2011 wurde Sandy Powell in die Wettbewerbsjury der 61. Internationalen Filmfestspiele von Berlin berufen.
Im Rahmen der Verleihung des Europäischen Filmpreises 2019 wurde sie für The Favourite – Intrigen und Irrsinn in der Kategorie Bestes Kostümbild ausgezeichnet.

## Filmografie (Auswahl)
- 1986: Caravaggio

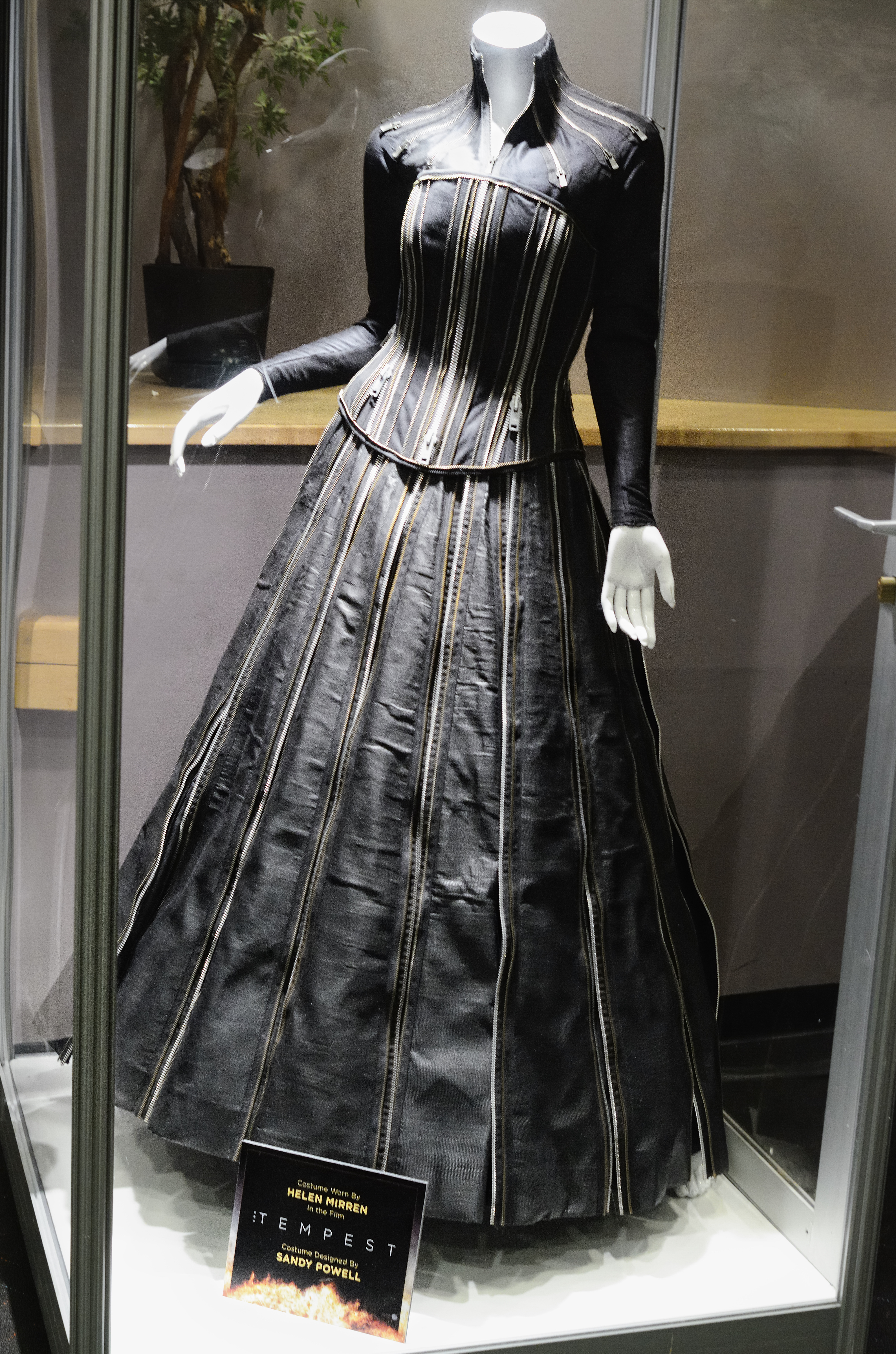
Kostüm von Helen Mirren im Film The Tempest – Der Sturm (2010)

- 1987: The Last of England – Verlorene Utopien
- 1988: Stormy Monday
- 1991: Ein Papst zum Küssen
- 1991: Edward II (gewann dafür den Evening Standard British Film Award)
- 1992: Orlando
- 1992: The Crying Game
- 1993: Wittgenstein
- 1994: Interview mit einem Vampir
- 1995: Rob Roy
- 1996: Michael Collins
- 1997: Wings of the Dove – Die Flügel der Taube
- 1998: Velvet Goldmine
- 1998: Hilary und Jackie
- 1998: Shakespeare in Love
- 1999: Felicia, mein Engel
- 1999: Das Ende einer Affäre
- 2002: Gangs of New York
- 2002: Dem Himmel so fern
- 2003: Sylvia
- 2004: Aviator
- 2005: Lady Henderson präsentiert
- 2006: Departed – Unter Feinden
- 2008: Die Schwester der Königin
- 2009: Victoria, die junge Königin
- 2010: Shutter Island
- 2010: The Tempest – Der Sturm
- 2011: Hugo Cabret
- 2013: The Wolf of Wall Street
- 2015: Cinderella
- 2015: Carol
- 2017: Wonderstruck
- 2017: How to Talk to Girls at Parties
- 2018: The Favourite – Intrigen und Irrsinn (The Favourite)
- 2019: The Irishman
- 2022: Living – Einmal wirklich leben (Living)

## Auszeichnungen (Auswahl)
Academy Awards
- 1999: Oscar für Shakespeare in Love
- 2005: Oscar für Aviator
- 2010: Oscar für Victoria, die junge Königin

British Academy Film Award
- 1999: BAFTA Award für Velvet Goldmine
- 2010: BAFTA Award für Victoria, die junge Königin
- 2019: BAFTA Award für The Favourite – Intrigen und Irrsinn

British Independent Film Award
- 2018: Auszeichnung Bestes Kostümdesign für The Favourite – Intrigen und Irrsinn